# Heinz-Sigurd Raethel
Heinz-Sigurd Raethel (* 18. Oktober 1920 in Berlin-Spandau) ist ein deutscher Ornithologe und Veterinärmediziner. Seine Interessensschwerpunkte sind Hühnervögel, Entenvögel sowie die Erforschung von Vogelkrankheiten.

## Leben
Nach dem Abitur im Jahr 1939 und der Absolvierung des Reichsarbeitsdienstes schrieb sich Raethel an der veterinärmedizinischen Fakultät der Berliner Friedrich-Wilhelm-Universität ein. Während des Zweiten Weltkriegs wurde er eingezogen und verwundet. Nach dem Studium der Veterinärmedizin an der Heeresveterinärakademie wurde er erneut an die Front berufen. 1945 geriet Raethel in sowjetische Kriegsgefangenschaft, die er in der Aserbaidschanischen Sowjetrepublik verbrachte. Hier hatte er die Gelegenheit die Fauna und Flora in Wald und Steppe zu studieren und diese in Skizzen und Aquarellen festzuhalten. 1948 wurde er aus der Gefangenschaft entlassen und kehrte nach Berlin zurück. Nach einer Assistenzstelle in einer Landpraxis in Nauen, wurde Raethel ab 1956 als Veterinärmediziner für den Zoologischen Garten Berlin tätig, wo er bis zu seiner Pensionierung im Jahr 1985 die verendeten Tiere sezierte. Danach war er im Aufsichtsrat des Zoologischen Garten Berlin mit der Funktion eines wissenschaftlichen Beraters tätig. 1979 wurde er Veterinärdirektor und Fachbereichsleiter der Abteilung für Pathologie und Tierseuchenhygiene im Berliner Landesveterinäruntersuchungsamt.
Raethel betrieb Forschungen auf dem Gebiet der Vogelkrankheiten, worüber er mehrere Schriften verfasste. Ferner gehören Bestimmungsbücher über Vögel und Vogelhaltung zu seiner Bibliographie. Er ist Autor mehrerer Vogelbücher und zahlreicher Veröffentlichungen in Fachzeitschriften wie Gefiederte Welt und Die Voliere. 1972 war er für das Kapitel über die Fasane in Grzimeks Tierleben verantwortlich. 1980 beschäftigte er sich mit Wildtauben und 1988 mit Zier- und Hausenten. Ebenfalls 1988 kam sein bekanntestes und bedeutendstes Werk Die Hühnervögel der Welt heraus, das auf dem erstmals 1940 erschienenen Buch Fasanen und andere Hühnervögel von Curt von Wissel und Max Stefani basiert. 1996 erschien das Buch Wachteln–Rebhühner–Steinhühner–Frankoline. 2003 veröffentlichte er eine neue Edition des von Otto Franz begründeten Werks Wasser- und Wasserziergeflügel.